# Antônio Pompeu de Almeida
Antônio Pompeu de Almeida foi filho de Pedro Taques e teve entre seus irmãos Pedro Taques de Almeida, assassinado por Fernando de Camargo, o Tigre, no que deu início à guerra entre Pires e Camargos na metade do século XVII, Guilherme Pompeu de Almeida e Lourenço Castanho Taques, o famoso bandeirante.
A seu respeito descreveu Pedro Taques em sua «Nobiliarquia Paulistana» um terrível episódio que serve para nos mostrar a vida na capitania na metade do século XVII:
"Em vida de seu pai, foi mandado por ele a Lisboa, de onde passou para Angola, e dali para São Paulo sua pátria. Passados anos, foi encarregado da administração das rendas reais pela provedoria da fazenda da mesma capitania de São Paulo e São Vicente. Para dar as suas contas na provedoria do estado do Brasil foi à cidade da Bahia, de onde, recolhendo-se, casou-se no Rio de Janeiro com os acertos da eleição da sua qualidade com Maria de Sousa Coutinho, da nobre família dos Botafogos, que se achava viúva de seu primeiro marido Manoel Fernandes Caceres, que dizem fora natural da vila de Viana, de conhecida nobreza. Tinha esta senhora do dito seu primeiro marido um casal de filhos ainda eram solteiros, quando se casou segunda vez. Pouco tempo se lograram os desposados; porque, tendo ela umas diferenças com certa senhora da dita cidade, os do partido desta, temendo algum excesso da parte de Antônio Pompeu, se anteciparam com a bárbara resolução que tomaram. Bateram em uma noite à porta de Pompeu, que acordando, a mandou abrir, e no mesmo instante lhe subiram as escadas uns rebuçados, que chegando de tropel à câmara, onde pousavam marido e mulher, dispararam os bacamartes, e no mesmo leito ficaram ambos mortos.
«Acordaram estes ecos e o pranto da família aos vizinhos; fugiram os delinqüentes; e pelas antecedências logo se conheceu ou presumiu quem fora o agressor; prendeu-se este, que no processo da devassa ficou culpado, e manifesto o seu delito. Foi sentenciado à morte, para cuja execução foi apelada a sentença para a relação do estado. Nela acharam os ministros que só com o perdão das partes João da Veiga Coutinho e Maria de Cáceres, filhos e enteados dos mortos, poderia ser livre o delinqüente, que, por ser pessoa de cabedal, tinha outras de respeito na Bahia a seu favor. Trabalhou-se muito sobre este ponto no Rio de Janeiro com dinheiros e respeitos que tudo acabam; porém, os dois ofendidos não se deixaram vender, antes insistiram que pagasse o delito que o cometera tão barbaramente.
«Com este desengano ocorreu ao reverendíssimo vigário da igreja da Candelária solicitar o perdão em nome de Jesus Cristo, discorrendo assim, porque João da Veiga Coutinho se habilitava para o estado sacerdotal. Para isso levou uma imagem do santo crucifixo que se venerava na dita igreja no altar mor, e com ela lembrou a João da Veiga o texto - non parco quia non pepercit.
«Rendeu-se este como católico e fez persuadir a sua irmã. Antes de se lavrar a escritura de perdão, declarou o ofendido que havia de ficar possuindo a imagem do Senhor. Concedeu-se-lhe. E, pelo tempo adiante, estando cônego da sé da sua pátria, fundou uma capela no termo da vila de Curitiba (hoje freguesia de São José dos Pinhais) na qual colocou a mesma imagem com o título de Senhor Bom Jesus do Perdão, querendo por este modo que jamais ficasse em esquecimento a causa porque dera o perdão. Casou a sua irmã Maria de Caceres com Francisco de Almeida Cabral, de São Paulo, filho de Luís Leme e de Ana Cabral.